# Kristoffer Olsen
Kristoffer Olsen (Stokke, Vestfold, 8 d'agost de 1883 - Oslo, 4 d'agost de 1948) va ser un regatista noruec que va competir a començaments del segle xx.
El 1920 va prendre part en els Jocs Olímpics d'Anvers, on va guanyar la medalla d'or en els 8 metres (1907 rating) del programa de vela, a bord de l'Irene.